# Adalbert van Saksen

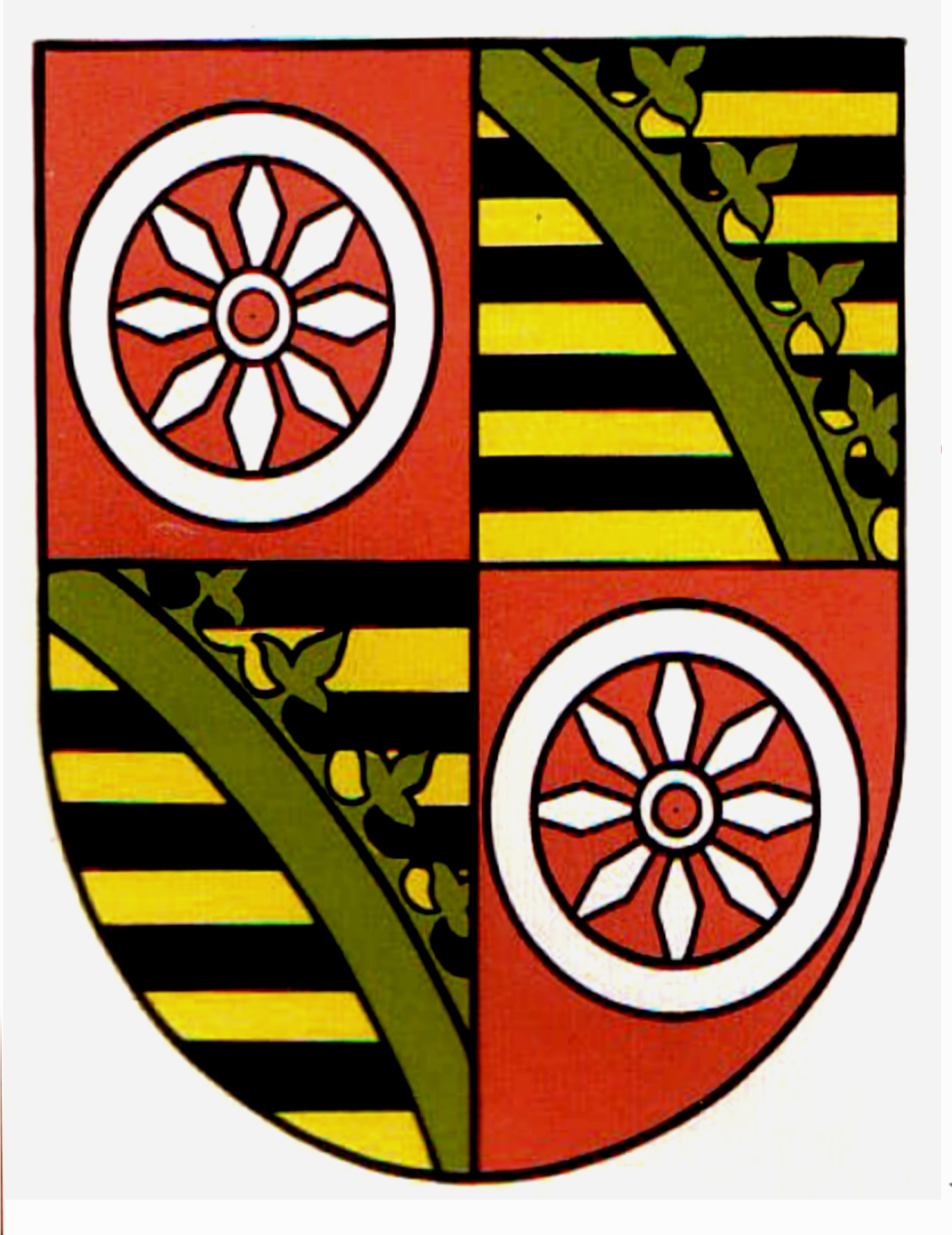
Wapen van Adalbert van Saksen

Adalbert van Saksen (Meissen, 8 mei 1467 - Aschaffenburg, 1 mei 1484) was een diocesaan administrator van het Keurvorstendom Mainz. 
Adalbert was de zoon van keurvorst Ernst van Saksen (1441-1486) en Elisabeth van Beieren-München (1443-1484). Met als doel de bescherming van de Thüringse gebieden van het keurvorstendom Mainz werd Adalbert door aartsbisschop Dieter van Isenburg benoemd tot geestelijke. In 1479, twee jaar na zijn benoeming, werd hij lid van het College van Geestelijken.
In 1480 werd Adalbert benoemd tot coadjutor en hiermee werd hij troonopvolger van de aartsbisschop. De verkiezing werd, ondanks bedenkingen, goedgekeurd door de paus. Na de dood van Dieter werd Adalbert op 8 mei 1482 benoemd tot aartsbisschop van Mainz. Omdat Adalbert nog minderjarig was, werd hij aangesteld als administrator. In 1483 eiste hij dat de stad Erfurt de afhankelijkheid van het keurvorstendom Mainz zou erkennen. In 1484 overleed Adalbert, zonder ooit de titel aartsbisschop te hebben gedragen. 
Adalbert overleed officieel kinderloos, maar had een buitenechtelijke dochter Sybilla.